# Avunkulat
Avunkulat är en form av familj- och samhällsorganisation som första gången observerades hos huronfolket. Avunkulat syftar på förhållandet mellan en man och hans systerson. Detta eftersom denna relation präglas av antingen välvilligt överseende eller sträng auktoritet i många släktskapsbaserade samhällen.  
I patrilinjära samhällen är det vanligt att morbrodern får den förstnämnda rollen som då utgör en motsats till fadern som istället har en sträng roll. Ett annat förhållande råder dock ofta inom matrilinjära samhällen. Där har morbrodern i regel stort inflytande i uppfostran och mannen är i regel arvtagare till morbroderns egendom och status.